# Amantis aeta
Amantis aeta är en bönsyrseart som beskrevs av Morgan Hebard 1920. Amantis aeta ingår i släktet Amantis och familjen Mantidae. Inga underarter finns listade i Catalogue of Life.